# The Show Must Go On (canción de Pink Floyd)
The Show Must Go On (títulos anteriores: Who's Sorry Now, (It's) Never Too Late), es una canción escrita por Roger Waters y cantada por David Gilmour, grabada y publicado por la banda de rock progresivo Pink Floyd, lanzado el 30 de noviembre de 1979, como parte del álbum "The Wall" y en la película "Pink Floyd: The Wall". Waters quería crear un sonido parecido al de los "Beach Boys" para las voces, y consiguió que Bruce Johnston lo ayudara en el proceso. Los acordes de la canción son similares a los de "Mother", "In the Flesh", y "Waiting for the Worms". La canción también se asimila a los patrones de las canciones de Queen no sólo en la armonización de las voces sino también por su letra y título. (Queen grabaría una canción del mismo nombre en 1991, la cual empieza con la frase "Empty Spaces", nombre de otra canción del álbum "The Wall").
La pista no aparece en la versión fílmica de 1982 de The Wall ni en el posterior concierto de Roger Waters de 1990 "The Wall Live in Berlin". Incluso tiene un verso extra que fue cortado en la edición del álbum de estudio, pero igualmente aparece en la escritura del álbum:
Do I have to stand up

Wild eyed in the spotlight

What a nightmare Why!

Don't I turn and run
Luego de esto lo sigue la frase:
"There must be some mistake...".
La canción entera fue tocada en vivo, y aparece en el álbum Is There Anybody Out There? The Wall Live 1980-1981.

## Personal
- David Gilmour - voz,[1] guitarras,[2] bajo eléctrico, roto toms.
- Nick Mason - batería,[2] roto toms[2]
- Richard Wright - sintetizador[2]

con
- Bob Ezrin - sintetizador.[2] piano[2]
- Joe Chemay - segundas voces[2]
- Stan Farber - segundas voces[2]
- Jim Haas - segundas voces[2]
- Bruce Johnston - segundas voces[2]
- John Joyce - segundas voces[2]
- Toni Tennille - segundas voces[2]